# Coventry-Victor

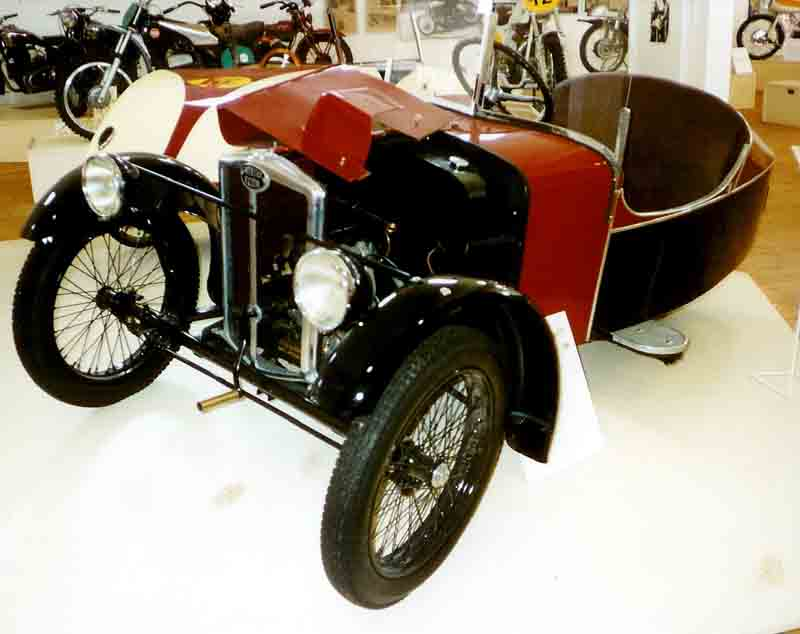
Trehjulig Coventry-Victor från 1933

Coventry-Victor var en brittisk tillverkare av bilar, motorcyklar och flygmotorer. Företaget grundades ursprungligen med namnet Morton & Weaver 1904 i Hillfields, Coventry. Man bytte namn till Coventry-Victor 1911. Företaget är i dag verksamt under namnet AN Weaver (Coventry Victor) Ltd.